# 황간 전씨
황간 전씨(黃澗全氏)는 충청북도 영동군 황간면을 본관으로 하는 한국의 성씨이다.

## 역사
시조 전익(全翼)은 고려의 형부상서로, 형이자 훗날 성산 전씨의 시조가 되는 전흥(全興)과 함께 침입한 몽골군을 토벌하며 공을 세워 황간군에 봉해졌다.

## 참고 자료
- “황간전씨(黃澗全氏)”. 뿌리를 찾아서.[깨진 링크(과거 내용 찾기)]